# Mibora
Mibora Adans. é um género botânico pertencente à família Poaceae. Também conhecida como Grama de Areia.

## Sinônimos
- Chamagrostis Borkh. (SUS)
- Knappia Sm. (SUS)
- Micagrostis Juss. (SUI)